# FIFA Football 2004
FIFA Football 2004 – komputerowa gra sportowa o tematyce piłki nożnej wyprodukowana przez EA Sports i wydana w 2003 roku przez Electronic Arts. Należy ona do serii gier komputerowych FIFA. Gracz kieruje w niej klubem piłkarskim. Gra oferowała nowy tryb kariery, dzięki któremu gracz może wybrać klub i dowodzić nim przez 5 lat. Poprawiono też animacje piłkarzy oraz dodano drobne efekty graficzne, takie jak brudzenie się strojów podczas meczu.